# Heinefelde
Heinefelde ist eine Bauerschaft in der Landgemeinde der Stadt Wildeshausen im niedersächsischen Landkreis Oldenburg.

## Geographie
Der 40 Einwohner zählende Weiler liegt 8 km nordwestlich des Wildeshauser Ortskerns. Er gehört zu der das Kerngebiet umgebenden sogenannten Landgemeinde Wildeshausen. Die Bundesstraße 213 (Ahlhorner Straße) verläuft südlich in 2,5 km und die Bundesautobahn 1 südöstlich in gleichfalls 2,5 km Entfernung.
Durch den Ort fließt der Hageler Bach, der hier in seinem Mittellauf Heinefelder Bäke genannt wird.

## Sehenswürdigkeiten

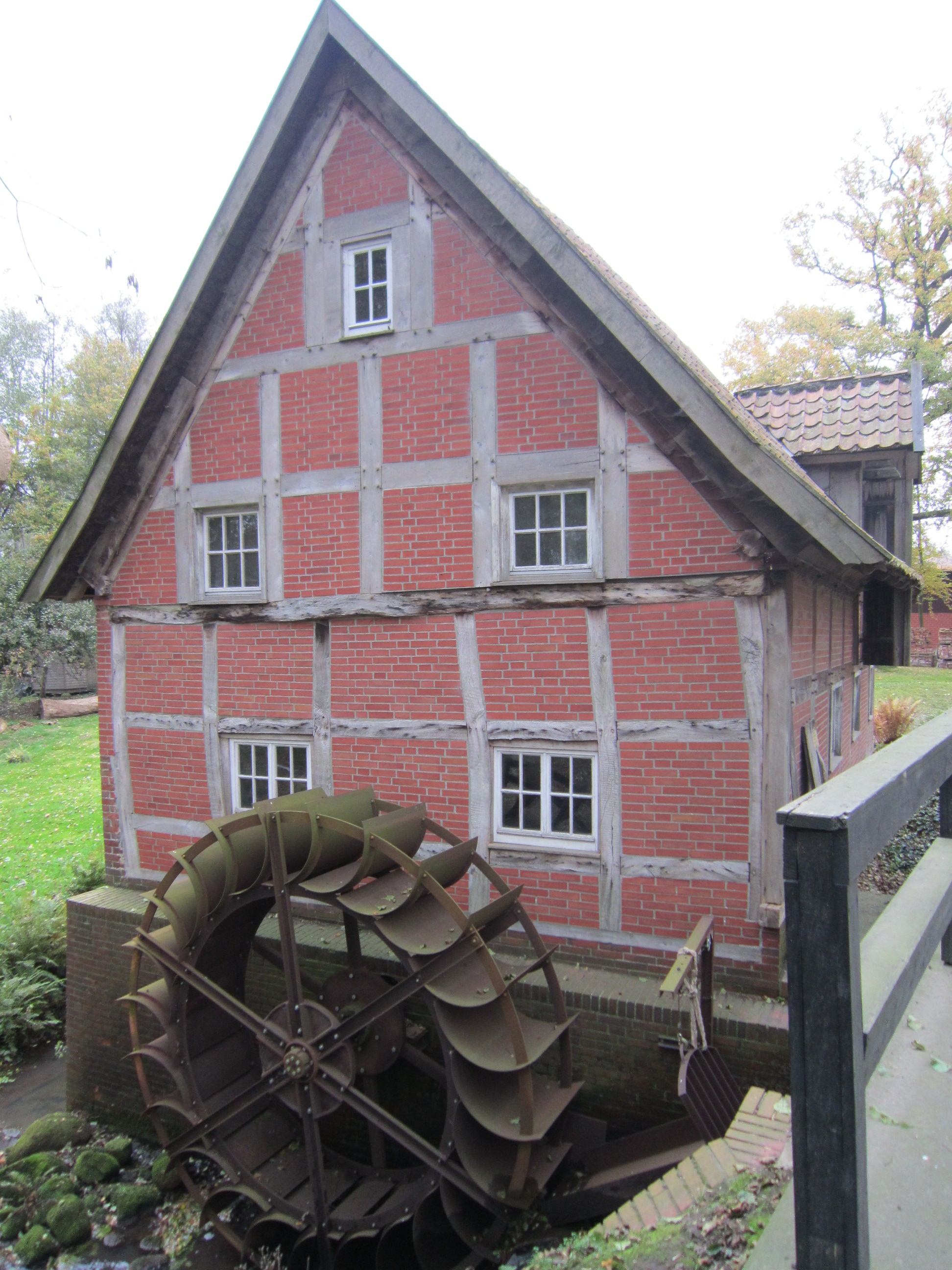
Wassermühle Heinefelde

- Heinefelder Wassermühle[2]
Die Heinefelder Mühle wurde 1487 erstmals erwähnt. Im Laufe der Jahrhunderte erfolgten mehrfach Modernisierungen; Neubau des Mühlenhauses von 1802. Von 1860 bis 1904 wurde die Holzmechanik durch Metalltechnik ersetzt. 2005 hat man das Wasserrad rekonstruiert. Außer zum Mahlen von Getreide diente die Mühle auch zur Stromerzeugung.
- Naturschutzgebiete in der näheren Umgebung:
  - Huntloser Moor, 5 km nordnordwestlich
  - Poggenpohlsmoor, 4 km nordnordöstlich
  - Glaner Heide, 3 km nordöstlich

## Töchter und Söhne
- Ernst Duis (* 18. März 1896, † 1967), Komponist, Schriftsteller, Volksliedforscher und Sänger[3]